# غوتالاند

موقع غوتالاند من السويد

غوتالاند (بالسويدية: Gothia) أو (بالسويدية: Gothaland) غوثية أو غوثالاند وهي مجموعة من المقاطعات السويدية وألتي تقع جنوب السويد وألتي تقع جنوب منطقة سفيالاند ونورلاند، وهي تتألف من عشر مقاطعات.

## أعلام
- بيوولف
- كارل بيوركمان
- هولغر ليندبرغ